# Famiglia di Ippocrate
La famiglia di Ippocrate fu una nobile famiglia della Grecia antica, composta da Ippocrate di Coo, noto anche come Ippocrate II, e dai suoi parenti, tutti appartenenti alla corporazione degli Asclepiadi
La seguente ricostruzione della parentela avviene, fondamentalmente, attraverso le informazioni di due testi, il Lessico di Suda e il Dizionario di biografia e mitologia greca e romana di William Smith, due opere che documentano le varie ipotesi avanzate dagli studiosi.

## Storia
I dati storici, seppur scarsi per alcuni, vengono ripresi dalla Suda, enciclopedia bizantina del X secolo, e dal Dictionary of Greek and Roman Biography and Mythology, dizionario biografico e storico-mitologico in lingua inglese.
Tutte le informazioni relative ai vari componenti, convergono su una caratteristica: confermano la pratica della medicina e la stesura, da parte della quasi totalità di essi, di testi scientifici importanti per le conoscenze dell'epoca. Seppur con informazioni biografiche leggermente differenti a seconda delle fonti, tale famiglia copre un periodo storico di alcuni secoli, dedicandosi all'ars medica e alle sue applicazioni.
Il personaggio più famoso, seppur non esente da critiche e dubbi su tutto il suo operato, è sicuramente Ippocrate di Coo. Tuttavia, il fatto che diversi di loro portassero il nome di "Ippocrate", creò non poca confusione nell'attribuzione dei lavori degli scrittori del Corpus Hippocraticum, che non poteva essere scritto per intero da una sola persona.

## Membri illustri
In tale gruppo famigliare, in molti hanno lo stesso nome di Ippocrate II divenuto, in seguito, il più noto e leggendario medico dell'antica Grecia. Alcuni di essi non sembrano avere una discendenza diretta dal figlio di Gnosidico, Ippocrate I (che viene indicato come il 15º discendente di Asclepio), ma appartengono sicuramente agli abitanti di Coo e alla famiglia degli Asclepiadi, che si reputavano discendenti dal dio Asclepio e tutti praticavano la medicina. Lo stesso Ippocrate II si diceva essere il 17° nella linea di discendenza.

### Nonno e Genitori
Ippocrate I, fu il nonno di Ippocrate; figlio maggiore di Gnosidico, fratello di Podalirio ed Eneio, e padre di Eraclide. Visse tra il VI e il V secolo a.C. Alcuni scrittori antichi gli attribuiscono due opere: De Fracturis e De Articulis, ma altri mettono in dubbio tale affermazione. I genitori di Ippocrate II sono indicati in Fenarete ed Eraclide, medico egli stesso, che affermava di essere un discendente diretto di Asclepio.

### Figli
Ippocrate II ebbe due figli, Tessalo e Dracone I, entrambi medici e della scuola ippocratica. Dracone I visse tra il V e il IV secolo a.C.. Galeno ci dice che alcuni scritti di Ippocrate sono da attribuire a lui. Tessalo fu uno dei fondatori della Scuola dogmatica della medicina ed è più volte apprezzato da Galeno, che lo ritiene il più illustre tra i figli di Ippocrate e sostiene che lui ha sempre tenuto fede alle dottrine di suo padre, senza mai modificarle.

### Nipoti
Tessalo ebbe tre figli: Gorgia secondo lo storico Heinrich Meibom, ma nessun autore antico cita un figlio di nome Gorgia, Ippocrate III e Dracone II, nipoti di Ippocrate. Ippocrate III visse nel IV secolo a.C. e secondo la Suda ha scritto alcune opere di medicina, seguendo gli scritti ippocratici.
Dracone II, fu il padre di Ippocrate IV, che secondo Galeno, era invece figlio di Draco I e, ovviamente, sempre nipote di Ippocrate. Visse nel IV secolo a.C. e la Suda riferisce che potrebbe essere confuso con il figlio di Draco I e che, oltre ad aver scritto alcuni trattati di medicina, sia stato uno dei medici di Rossane, la moglie di Alessandro Magno. Morì per mano di Cassandro, figlio di Antipatro.

### Altri familiari
Della famiglia facevano parte anche  Ippocrate V e Ippocrate VI: secondo la Suda, figli di Timbreo di Coo, entrambi appartenenti alla famiglia degli Asclepiadi, scrissero alcune opere mediche. Le date della loro esistenza sono, però, sconosciute.
Si riporta anche il nome di Ippocrate VII: figlio di Praxianax di Coo. Gli furono attribuite alcune opere mediche, che riproducevano lo stile degli scritti ippocratici.

## Albero genealogico
Questo è l'albero genealogico completo della famiglia:
|  |  |  |  |  |  |  |  |           |           |           |           |             |             |             |             | Gnosidico        |               |               |               |               |               |              |              |              |              |            |            |            |            |          |          |          |          |              |              |              |              |              |              |  |  |  |  |             |             |             |             |             |             |  |  |  |  |
|  |  |  |  |  |  |  |  |           |           |           |           |             |             |             |             |                  |               |               |               |               |               |              |              |              |              |            |            |            |            |          |          |          |          |              |              |              |              |              |              |  |  |  |  |             |             |             |             |             |             |  |  |  |  |
|  |  |  |  |  |  |  |  |           |           |           |           |             |             |             |             |                  |               |               |               |               |               |              |              |              |              |            |            |            |            |          |          |          |          |              |              |              |              |              |              |  |  |  |  |             |             |             |             |             |             |  |  |  |  |
|  |  |  |  |  |  |  |  | Podalirio | Podalirio | Podalirio | Podalirio | Podalirio   | Podalirio   |             |             | Ippocrate I      | Ippocrate I   | Ippocrate I   | Ippocrate I   | Ippocrate I   | Ippocrate I   |              |              | Eneio        | Eneio        | Eneio      | Eneio      | Eneio      | Eneio      |          |          |          |          |              |              |              |              |              |              |  |  |  |  |             |             |             |             |             |             |  |  |  |  |
|  |  |  |  |  |  |  |  | Podalirio | Podalirio | Podalirio | Podalirio | Podalirio   | Podalirio   |             |             | Ippocrate I      | Ippocrate I   | Ippocrate I   | Ippocrate I   | Ippocrate I   | Ippocrate I   |              |              | Eneio        | Eneio        | Eneio      | Eneio      | Eneio      | Eneio      |          |          |          |          |              |              |              |              |              |              |  |  |  |  |             |             |             |             |             |             |  |  |  |  |
|  |  |  |  |  |  |  |  |           |           |           |           |             |             |             |             | Eraclite         | Eraclite      | Eraclite      | Eraclite      | Eraclite      | Eraclite      |              |              |              |              |            |            | Fenarete   | Fenarete   | Fenarete | Fenarete | Fenarete | Fenarete |              |              |              |              |              |              |  |  |  |  |             |             |             |             |             |             |  |  |  |  |
|  |  |  |  |  |  |  |  |           |           |           |           |             |             |             |             | Eraclite         | Eraclite      | Eraclite      | Eraclite      | Eraclite      | Eraclite      |              |              |              |              |            |            | Fenarete   | Fenarete   | Fenarete | Fenarete | Fenarete | Fenarete |              |              |              |              |              |              |  |  |  |  |             |             |             |             |             |             |  |  |  |  |
|  |  |  |  |  |  |  |  |           |           |           |           |             |             |             |             |                  |               |               |               |               |               |              |              |              |              |            |            |            |            |          |          |          |          |              |              |              |              |              |              |  |  |  |  |             |             |             |             |             |             |  |  |  |  |
|  |  |  |  |  |  |  |  |           |           |           |           |             |             |             |             | Ippocrate II     |               |               |               |               |               |              |              |              |              |            |            |            |            |          |          |          |          |              |              |              |              |              |              |  |  |  |  |             |             |             |             |             |             |  |  |  |  |
|  |  |  |  |  |  |  |  |           |           |           |           |             |             |             |             |                  |               |               |               |               |               |              |              |              |              |            |            |            |            |          |          |          |          |              |              |              |              |              |              |  |  |  |  |             |             |             |             |             |             |  |  |  |  |
|  |  |  |  |  |  |  |  |           |           |           |           |             |             |             |             |                  |               |               |               |               |               |              |              |              |              |            |            |            |            |          |          |          |          |              |              |              |              |              |              |  |  |  |  |             |             |             |             |             |             |  |  |  |  |
|  |  |  |  |  |  |  |  |           |           |           |           |             |             |             |             | Tessalo          | Tessalo       | Tessalo       | Tessalo       | Tessalo       | Tessalo       |              |              | Dracone I    | Dracone I    | Dracone I  | Dracone I  | Dracone I  | Dracone I  |          |          |          |          |              |              |              |              |              |              |  |  |  |  |             |             |             |             |             |             |  |  |  |  |
|  |  |  |  |  |  |  |  |           |           |           |           |             |             |             |             | Tessalo          | Tessalo       | Tessalo       | Tessalo       | Tessalo       | Tessalo       |              |              | Dracone I    | Dracone I    | Dracone I  | Dracone I  | Dracone I  | Dracone I  |          |          |          |          |              |              |              |              |              |              |  |  |  |  |             |             |             |             |             |             |  |  |  |  |
|  |  |  |  |  |  |  |  |           |           |           |           |             |             |             |             |                  |               |               |               |               |               |              |              |              |              |            |            |            |            |          |          |          |          |              |              |              |              |              |              |  |  |  |  |             |             |             |             |             |             |  |  |  |  |
|  |  |  |  |  |  |  |  |           |           |           |           |             |             |             |             |                  |               |               |               |               |               |              |              |              |              |            |            |            |            |          |          |          |          | Ippocrate IV | Ippocrate IV | Ippocrate IV | Ippocrate IV | Ippocrate IV | Ippocrate IV |  |  |  |  | Dracone III | Dracone III | Dracone III | Dracone III | Dracone III | Dracone III |  |  |  |  |
|  |  |  |  |  |  |  |  |           |           |           |           |             |             |             |             |                  |               |               |               |               |               |              |              |              |              |            |            |            |            |          |          |          |          | Ippocrate IV | Ippocrate IV | Ippocrate IV | Ippocrate IV | Ippocrate IV | Ippocrate IV |  |  |  |  | Dracone III | Dracone III | Dracone III | Dracone III | Dracone III | Dracone III |  |  |  |  |
|  |  |  |  |  |  |  |  |           |           |           |           |             |             |             |             |                  |               |               |               |               |               |              |              |              |              |            |            |            |            |          |          |          |          |              |              |              |              |              |              |  |  |  |  |             |             |             |             |             |             |  |  |  |  |
|  |  |  |  |  |  |  |  |           |           |           |           |             |             |             |             |                  |               |               |               |               |               |              |              |              |              |            |            |            |            |          |          |          |          |              |              |              |              |              |              |  |  |  |  |             |             |             |             |             |             |  |  |  |  |
|  |  |  |  |  |  |  |  | Gorgia ?  | Gorgia ?  | Gorgia ?  | Gorgia ?  | Gorgia ?    | Gorgia ?    |             |             | Ippocrate III    | Ippocrate III | Ippocrate III | Ippocrate III | Ippocrate III | Ippocrate III |              |              | Dracone II   | Dracone II   | Dracone II | Dracone II | Dracone II | Dracone II |          |          |          |          |              |              |              |              |              |              |  |  |  |  |             |             |             |             |             |             |  |  |  |  |
|  |  |  |  |  |  |  |  | Gorgia ?  | Gorgia ?  | Gorgia ?  | Gorgia ?  | Gorgia ?    | Gorgia ?    |             |             | Ippocrate III    | Ippocrate III | Ippocrate III | Ippocrate III | Ippocrate III | Ippocrate III |              |              | Dracone II   | Dracone II   | Dracone II | Dracone II | Dracone II | Dracone II |          |          |          |          |              |              |              |              |              |              |  |  |  |  |             |             |             |             |             |             |  |  |  |  |
|  |  |  |  |  |  |  |  |           |           |           |           |             |             |             |             |                  |               |               |               |               |               |              |              |              |              |            |            |            |            |          |          |          |          |              |              |              |              |              |              |  |  |  |  |             |             |             |             |             |             |  |  |  |  |
|  |  |  |  |  |  |  |  |           |           |           |           |             |             |             |             |                  |               |               |               |               |               |              |              |              |              |            |            |            |            |          |          |          |          |              |              |              |              |              |              |  |  |  |  |             |             |             |             |             |             |  |  |  |  |
|  |  |  |  |  |  |  |  |           |           |           |           |             |             |             |             | Timbreo di Coo   |               |               |               |               |               |              |              |              |              |            |            |            |            |          |          |          |          |              |              |              |              |              |              |  |  |  |  |             |             |             |             |             |             |  |  |  |  |
|  |  |  |  |  |  |  |  |           |           |           |           |             |             |             |             |                  |               |               |               |               |               |              |              |              |              |            |            |            |            |          |          |          |          |              |              |              |              |              |              |  |  |  |  |             |             |             |             |             |             |  |  |  |  |
|  |  |  |  |  |  |  |  |           |           |           |           |             |             |             |             |                  |               |               |               |               |               |              |              |              |              |            |            |            |            |          |          |          |          |              |              |              |              |              |              |  |  |  |  |             |             |             |             |             |             |  |  |  |  |
|  |  |  |  |  |  |  |  |           |           |           |           | Ippocrate V | Ippocrate V | Ippocrate V | Ippocrate V | Ippocrate V      | Ippocrate V   |               |               | Ippocrate VI  | Ippocrate VI  | Ippocrate VI | Ippocrate VI | Ippocrate VI | Ippocrate VI |            |            |            |            |          |          |          |          |              |              |              |              |              |              |  |  |  |  |             |             |             |             |             |             |  |  |  |  |
|  |  |  |  |  |  |  |  |           |           |           |           | Ippocrate V | Ippocrate V | Ippocrate V | Ippocrate V | Ippocrate V      | Ippocrate V   |               |               | Ippocrate VI  | Ippocrate VI  | Ippocrate VI | Ippocrate VI | Ippocrate VI | Ippocrate VI |            |            |            |            |          |          |          |          |              |              |              |              |              |              |  |  |  |  |             |             |             |             |             |             |  |  |  |  |
|  |  |  |  |  |  |  |  |           |           |           |           |             |             |             |             |                  |               |               |               |               |               |              |              |              |              |            |            |            |            |          |          |          |          |              |              |              |              |              |              |  |  |  |  |             |             |             |             |             |             |  |  |  |  |
|  |  |  |  |  |  |  |  |           |           |           |           |             |             |             |             | Praxianax di Coo |               |               |               |               |               |              |              |              |              |            |            |            |            |          |          |          |          |              |              |              |              |              |              |  |  |  |  |             |             |             |             |             |             |  |  |  |  |
|  |  |  |  |  |  |  |  |           |           |           |           |             |             |             |             |                  |               |               |               |               |               |              |              |              |              |            |            |            |            |          |          |          |          |              |              |              |              |              |              |  |  |  |  |             |             |             |             |             |             |  |  |  |  |
|  |  |  |  |  |  |  |  |           |           |           |           |             |             |             |             | Ippocrate VII    |               |               |               |               |               |              |              |              |              |            |            |            |            |          |          |          |          |              |              |              |              |              |              |  |  |  |  |             |             |             |             |             |             |  |  |  |  |